# Гравець року ФІФА 2008
«Гравець року ФІФА» за підсумками 2008 року був оголошений 12 січня 2009 року на церемонії нагородження, що проходила в оперному театрі у Цюриху. Це була вісімнадцята церемонія нагородження трофеєм «Гравець року ФІФА», започаткованого ФІФА у 1991 році. Лауреатом нагороди вперше став нападник збірної Португалії та англійського клубу «Манчестер Юнайтед» Кріштіану Роналду.
Найкращою футболісткою року втретє поспіль стала бразилійка Марта.
Починаючи з 2004 року переможця визначали, окрім тренерів національний збірних, також капітани цих збірних. У визначенні найкращого гравця 2008 року участь взяли 155 тренерів та 155 капітанів національних збірних, у визначенні найкращої футболістки року — 147 тренерів та 149 капітанів національних жіночих збірних світу. Кожен із голосуючих визначав трійку найкращих футболістів (футболісток), окрім співвітчизників. Перше місце оцінювалось у п'ять балів, друге — три бали, третє місце — 1 бал.
Для визначення найкращих гравців року, 29 жовтня 2008 року ФІФА було оприлюднено список із 23-х футболістів та 10-ти футболісток. 12 грудня 2008 року було названо п'ятірки футболістів та футболісток, які набрали найбільшу кількість очок за підсумками голосування. Зокрема, номінантами серед чоловіків були — Фернандо Торрес, Хаві, Кріштіану Роналду, Ліонель Мессі, Кака, серед жінок — Марта, Крістіана, Надін Ангерер, Біргіт Прінц, Келлі Сміт.

## Підсумки голосування

### Чоловіки
| №  | Гравець            | Клуб(и)           | Країна      | Голоси | Голоси | Голоси | Голоси | Очки |
| №  | Гравець            | Клуб(и)           | Країна      | 1º     | 2º     | 3º     | Разом  | Очки |
| -- | ------------------ | ----------------- | ----------- | ------ | ------ | ------ | ------ | ---- |
| 1  | Кріштіану Роналду  | Манчестер Юнайтед | Португалія  | 136    | 77     | 24     | 237    | 935  |
| 2  | Ліонель Мессі      | Барселона         | Аргентина   | 76     | 83     | 49     | 208    | 678  |
| 3  | Фернандо Торрес    | Ліверпуль         | Іспанія     | 13     | 32     | 42     | 85     | 203  |
| 4  | Кака               | Мілан             | Бразилія    | 15     | 27     | 27     | 69     | 183  |
| 5  | Хаві               | Барселона         | Іспанія     | 22     | 11     | 12     | 45     | 155  |
| 6  | Стівен Джеррард    | Ліверпуль         | Англія      | 6      | 14     | 26     | 46     | 98   |
| 7  | Самюель Ето'о      | Барселона         | Камерун     | 5      | 8      | 9      | 22     | 58   |
| 8  | Ікер Касільяс      | Реал              | Іспанія     | 3      | 6      | 16     | 25     | 49   |
| 9  | Андрес Іньєста     | Барселона         | Іспанія     | 3      | 5      | 7      | 15     | 37   |
| 9  | Давід Вілья        | Валенсія          | Іспанія     | 2      | 5      | 12     | 19     | 37   |
| 11 | Андрій Аршавін     | Зеніт             | Росія       | 4      | 3      | 7      | 14     | 36   |
| 12 | Френк Лемпард      | Челсі             | Англія      | 2      | 5      | 8      | 15     | 33   |
| 13 | Дідьє Дрогба       | Челсі             | Кот-д'Івуар | -      | 8      | 6      | 14     | 30   |
| 14 | Міхаель Баллак     | Челсі             | Німеччина   | 3      | 2      | 6      | 11     | 27   |
| 14 | Сеск Фабрегас      | Арсенал           | Іспанія     | -      | 6      | 9      | 15     | 27   |
| 16 | Златан Ібрагімович | Інтер             | Швеція      | 2      | 2      | 10     | 14     | 26   |
| 17 | Еммануель Адебайор | Арсенал           | Того        | 2      | 2      | 9      | 13     | 25   |
| 18 | Франк Рібері       | Баварія           | Франція     | 2      | 2      | 7      | 11     | 23   |
| 19 | Руд ван Ністелрой  | Реал              | Нідерланди  | 1      | 2      | 3      | 6      | 14   |
| 20 | Серхіо Агуеро      | Атлетіко          | Аргентина   | 1      | 1      | 4      | 6      | 12   |
| 21 | Джон Террі         | Челсі             | Англія      | 1      | 1      | 3      | 5      | 11   |
| 22 | Джанлуїджі Буффон  | Ювентус           | Італія      | 1      | -      | 3      | 4      | 8    |
| 23 | Деку               | Барселона Челсі   | Португалія  | -      | -      | 1      | 1      | 1    |

### Жінки
| №  | Гравець           | Клуб(и)               | Голоси | Голоси | Голоси | Голоси | Очки |
| №  | Гравець           | Клуб(и)               | 1º     | 2º     | 3º     | Разом  | Очки |
| -- | ----------------- | --------------------- | ------ | ------ | ------ | ------ | ---- |
| 1  | Марта             | Умео                  | 175    | 38     | 13     | 226    | 1002 |
| 2  | Біргіт Прінц      | Франкфурт             | 25     | 52     | 47     | 124    | 328  |
| 3  | Крістіана         | Вольфсбург Корінтіанс | 18     | 48     | 41     | 107    | 275  |
| 4  | Надін Ангерер     | Турбіне Юргорден      | 15     | 32     | 27     | 74     | 198  |
| 5  | Келлі Сміт        | Арсенал               | 5      | 30     | 35     | 70     | 150  |
| 6  | Даніела           | Саад Юргорден         | 14     | 11     | 27     | 52     | 130  |
| 7  | Шеннон Боккс      |                       | 6      | 22     | 19     | 47     | 115  |
| 8  | Гоуп Соло         |                       | 3      | 16     | 20     | 39     | 83   |
| 9  | Крістін Сінклер   | Ванкувер Вайткапс     | 2      | 7      | 16     | 25     | 47   |
| 10 | Інгвілд Стенсленд | Гетеборг              | 1      | 6      | 18     | 25     | 41   |